# Hintergrund
Der Hintergrund ist der von einem Betrachter fernliegende Teil einer Landschaft oder einer Bühne. Es kann auch die Grundierung eines Bildes angesprochen sein. Dieser Bildhintergrund und seine Ausführung kann in der Bildenden Kunst als Gestaltungsmittel verwendet werden, um räumliche Tiefe zu erzeugen, oder um das eigentliche Thema beziehungsweise Motiv zu betonen. In diesen Zusammenhängen wird Hintergrund auch als Gegenbegriff zu Vordergrund verwendet.

## Übertragene Bedeutung
Im übertragenen Sinne kann mit Hintergrund ein verborgener Zusammenhang gemeint sein, eine Sache, die erst allmählich erkennbar wird. In diesem Kontext steht das Adjektiv hintergründig auch für „tief“, „klug“ und „wertvoll“.
Mitunter findet sich in gehobener Sprache auch die Verwendung des Wortes „Folie“, wenn ein (gedanklicher) Hintergrund, einer Person oder Sache, gemeint ist („vor der Folie des/der“). In der Philologie, insbesondere in der Editionspraxis, sind Folien die vom Verfasser eines Texts als bekannt vorausgesetzten, meist zeitgenössischen, Werke. Um einen Text korrekt zu interpretieren und zu edieren, ist es oft notwendig festzustellen, auf welche Folien er sich bezieht.
Das Substantiv Hintergrund ist im Deutschen erst seit dem 18. Jahrhundert belegt und geht auf die viel ältere Präposition hinter (mhd. hinder, ahd. hintar) bzw. das Adverb hinten (mhd. hinden[e], ahd. hintana) zurück. Das Wort findet sich heute unter anderem als Bestandteil in Zusammensetzungen, teilweise fachsprachlich als Übersetzung des englischen Background:
- Augenhintergrund – der mittels Augenspiegelung (Ophthalmoskopie) betrachtet werden kann
- Hintergrundprozess – in der Datenverarbeitung Programme, die vom Anwender kaum wahrgenommen werden
- Hintergrundstrahlung – häufig auch kosmische Hintergrundstrahlung, engl. cosmic microwave background (CMB) nach heutiger Vorstellung ein Beleg für die Urknalltheorie
- Migrationshintergrund – Ordnungskriterium in deutschen Statistiken für eingewanderte Menschen